# Савинсько
Савинсько (словен. Savinsko) — поселення в общині Маколе, Подравський регіон‎, Словенія.